# Coppa del Mondo Under-23 3x3 2018
La Coppa del Mondo Under-23 3x3 2018 si sono svolti a Xi'an, in Cina, dal 3 al 7 ottobre.

## Risultati
| Evento           | Oro    | Argento  | Bronzo   |
| Torneo maschile  | Russia | Lettonia | Ungheria |
| Torneo femminile | Russia | Giappone | Ucraina  |

## Medagliere
| Posiz. | Nazione  | Oro | Argento | Bronzo | Totale |
| ------ | -------- | --- | ------- | ------ | ------ |
| 1      | Russia   | 2   | 0       | 0      | 2      |
| 2      | Giappone | 0   | 1       | 0      | 1      |
| 2      | Lettonia | 0   | 1       | 0      | 1      |
| 4      | Ungheria | 0   | 0       | 1      | 1      |
| 4      | Ucraina  | 0   | 0       | 1      | 1      |
| Totale | Totale   | 2   | 2       | 2      | 6      |